# Sátorkőpusztai-barlang feletti gömbfülkesor
A Sátorkőpusztai-barlang feletti gömbfülkesor a Duna–Ipoly Nemzeti Parkban található Pilis hegységben, a Nagy-Strázsa-hegyen lévő egyik barlang.

## Leírás
Esztergom-Kertvárosban, a Nagy-Strázsa-hegy keleti oldalán található kőbányában helyezkedik el, abban a kőfejtőben, amelyben a Sátorkőpusztai-barlang bejárata is van. A Sátorkőpusztai-barlang bejárata felett található természetes jellegű, szabálytalan alakú, vízszintes tengelyirányú, délkeletre néző bejárata.
A 18 méter hosszú barlang felső triász dachsteini mészkőben, freatikus körülmények között jött létre. Hasadék mentén kifejlődött, egymásba nyíló gömbfülkékből áll. A Sátorkőpusztai-barlangból jól ismert formák és kiválások többsége itt is megfigyelhető, de nagyon rongált állapotban. Összefügghet a Sátorkőpusztai-barlanggal, de jelenleg nincs köztük átjárható kapcsolat. Barlangjáró felszerelés nem szükséges a sziklamászással megközelíthető bejáratú barlang megtekintéséhez.
Előfordul irodalmában Sátor-kő-pusztai-barlang feletti fülkesor (Kraus 1997) néven is.

## Kutatástörténet
Az 1984-ben megjelent Magyarország barlangjai című könyvben nincs említve a barlang, az országos barlanglistában sem. A Pilis hegység barlangjait felsoroló, 1991-ben összeállított kéziratban nem szerepel a barlang. 1997. május 29-én Regős József mérte fel és a felmérés alapján 1997. június 1-jén Kraus Sándor szerkesztette meg alaprajz térképét, amely 1:50 méretarányban készült.
1997. május 29-én Kraus Sándor rajzolt helyszínrajzot, amelyen a Kis-Strázsa-hegy, Középső-Strázsa-hegy és Nagy-Strázsa-hegy barlangjainak földrajzi elhelyezkedése van ábrázolva. A rajzon jelölve van a barlang földrajzi elhelyezkedése. Kraus Sándor 1997. évi beszámolójában az olvasható, hogy 1997 előtt is ismert volt a Sátor-kő-pusztai-barlang feletti fülkesor. Jelentős, veszélyeztetett barlang, amelynek 1997-ben készült el a térképe. A jelentésbe bekerült az 1997-es helyszínrajz.